# Sajóecseg (nádraží)
Sajóecseg je železniční stanice v maďarské obci Sajóecseg, který se nachází v župě Borsod-Abaúj-Zemplén. Stanice byla otevřena v roce 1871, kdy byla zprovozněna trať mezi Miškovcem a slovenským Fiľakovem.

## Provozní informace
Stanice má celkem 2 nástupní hrany. Ve stanici je možnost zakoupení si jízdenky a je elektrizovaná střídavým proudem 25 kV, 50 Hz. Provozuje ji společnost MÁV.

## Doprava
Zastavují zde pouze osobní vlaky do Miškovce, Ózdu a Tornanádasky.

## Tratě
Stanicí prochází tyto tratě:
- Miškovec–Bánréve–Ózd (MÁV 92)
- Miškovec–Sajóecseg–Tornanádaska (MÁV 94)